# Bridgeport (Nebraska)
Bridgeport település az Amerikai Egyesült Államok Nebraska államában, Morrill megyében, melynek megyeszékhelye is. Lakosainak száma 1454 fő (2020. április 1.).

## Népesség
A település népességének változása:

| 2010 | 1 545 |
| 2020 | 1 454 |